# San Antonio de Benagéber
San Antonio de Benagéber – gmina w Hiszpanii, w prowincji Walencja, we wspólnocie autonomicznej Walencja, o powierzchni 8,74 km². W 2011 roku liczyła 7104 mieszkańców.